# Phiale mimica
Phiale mimica är en spindelart som först beskrevs av Koch C.L. 1846.  Phiale mimica ingår i släktet Phiale och familjen hoppspindlar. Inga underarter finns listade i Catalogue of Life.